# Tentativa de golpe de Estado no Panamá em 1989
O golpe de Estado no Panamá em 1989 foi um fracassado golpe de Estado que ocorreu na Cidade do Panamá em 3 de outubro. A tentativa foi liderada pelo Major Moisés Giroldi, apoiado por um grupo de oficiais que haviam voltado de uma missão de paz das Nações Unidas na Namíbia. Embora os conspiradores conseguissem capturar o ditador panamenho Manuel Noriega, o golpe foi rapidamente suprimido. Giroldi, juntamente com outros nove membros das Forças de Defesa do Panamá, foi executado nos dias 3 e 4 de outubro de 1989. Um décimo primeiro participante morreu na prisão depois de ser torturado. Esses eventos se tornaram conhecidos como o "massacre de Albrook".

## Antecedentes
As relações entre Estados Unidos e Panamá se deterioraram durante a década de 1980 devido às preocupações dos Estados Unidos sobre a segurança dos cidadãos estadunidenses no Panamá, o destino do estrategicamente importante Canal do Panamá e o suposto envolvimento de Noriega na facilitação do tráfico de drogas. Sob o governo de Ronald Reagan, os Estados Unidos indiciaram Noriega por acusações de tráfico de drogas e introduziram sanções econômicas contra o Panamá, porém essas medidas não conseguiriam alcançar a renúncia de Noriega.
Um golpe de Estado foi tentado em março de 1988, mas falhou, e Giroldi foi um dos responsáveis por suprimi-lo.
Dois dias antes do golpe, a esposa de Giroldi, Adela Bonilla de Giroldi, informou o Comando do Sul dos Estados Unidos que um golpe de Estado era iminente. Isso resultou em uma reunião entre Moisés Giroldi e dois agentes da CIA. Os oficiais estadunidenses afirmaram que Goroldi só solicitou ajuda mínima: proteção para sua família e bloqueios de trânsito pelas tropas estadunidenses na Zona do Canal do Panamá em dois locais estratégicos para impedir que as tropas panamenhas chegassem ao resgate de Noriega. O secretário de Defesa dos Estados Unidos, Dick Cheney, afirmou posteriormente que o governo Bush desconfiava de Giroldi, temendo que estivessem sendo levados a uma armadilha concebida para embaraçar os Estados Unidos e também duvidava da capacidade de Giroldi de ter êxito e entregar Noriega às mãos dos Estados Unidos para ser julgado. Em consequência, os Estados Unidos declinaram de assumir compromissos específicos em apoio ao golpe.

## Golpe de Estado
Giroldi iniciou o golpe pouco antes das 8 da manhã e conseguiu capturar o ditador panamenho Manuel Noriega. Os rebeldes debatiam entregar Noriega em mãos estadunidenses. Isso deu a Noriega uma oportunidade de telefonar para pedir por ajuda. Embora as tropas dos Estados Unidos tivessem bloqueado duas estradas na Zona do Canal, os partidários de Noriega usaram o Aeroporto Internacional Tocumen para contornar isso e mover tropas por via aérea. Seu contra-ataque levou os rebeldes a renderem-se.

## Massacre de Albrook e prisões
Os golpistas foram levados para um hangar de aeronaves em Albrook, onde foram interrogados e torturados por partidários de Noriega. Oito deles foram então executados nos hangares de Albrook, Giroldi e um sargento foram executados no quartel militar em San Miguelito, enquanto um décimo primeiro participante morreu na prisão depois de ter sido torturado. Esses eventos foram apelidados de "massacre de Albrook" pela mídia local e internacional. 74 oficiais envolvidos no golpe foram enviados à prisão de Coiba.
Os parentes dos executados afirmaram que membros da família foram sujeitos a perseguição por parte do governo, alegando que tiveram suas casas invadidas e saqueadas e receberam ordens de despejo.

## Reações
Adela Bonilla de Giroldi culpou o fracasso do golpe de Estado pela "traição" sofrida por seu marido por outro major que, segundo ela, havia inicialmente apoiado o movimento, mas mudou de lado no dia do golpe. Fontes norte-americanas consideraram que o fracasso do golpe ocorreu devido ao mau planejamento pelos rebeldes, à falta de comunicação entre eles e os Estados Unidos e à dúvida no lado estadunidense sobre os motivos e intenções dos conspiradores. Alegaram que as razões para o insucesso foram a falha de Giroldi para lhes fornecer números de contato e a falha dos Estados Unidos em comunicar os desejos dos estadunidenses aos rebeldes.
No Senado dos Estados Unidos, o governo Bush recebeu críticas bipartidárias pelo seu manejo e reação ao golpe. O senador democrata Sam Nunn, com outros senadores, acusou os oficiais do governo Bush de serem desonestos e reter informações do Senado. O senador republicano Jesse Helms afirmou que os rebeldes se ofereceram para entregar Noriega às forças estadunidenses, porém essa oferta havia sido recusada. As alegações de Helms foram negadas por Cheney.

## Consequências
O fracasso do golpe incitou "uma reviravolta filosófica" dentro do Pentágono, quando os oficiais militares estadunidenses perceberam que Noriega provavelmente não seria removido internamente e que um envolvimento mais significativo dos Estados Unidos seria necessário para expulsá-lo do poder. Isto levaria à invasão do Panamá pelos Estados Unidos dois meses mais tarde.
Por sua parte na execução de Giroldi, Noriega e o capitão militar Heráclides Sucre Medina foram sentenciados a 20 anos de prisão e banidos do serviço público por 10 anos. Evidelio Quiel Peralta, que havia fugido para a Costa Rica, foi julgado à revelia e condenado a 20 anos de prisão.
Em 4 de outubro de 2015, o presidente panamenho Juan Carlos Varela anunciou a construção de um monólito em memória das vítimas. O monólito e placa em memória dos 11 foram apresentados em 25 de outubro de 2016.
Em maio de 2016, Gabriel Pinzón, diretor geral do sistema penitencial, confirmou que Noriega estava sendo detido até 2030 por sua participação no massacre de Albrook.